# Venom (альбом Bullet for My Valentine)
Venom (с англ. — «Яд») — пятый студийный альбом валлийской металкор-группы Bullet for My Valentine, релиз которого состоялся 14 августа 2015 года.

## Запись
18 ноября 2013 на радио BBC Radio 1 был представлен сингл «Raising Hell», 27 ноября был выпущен клип на эту композицию.
В дальнейшем группа отправилась по Европе с туром в поддержку 4-го студийного альбома Temper Temper, а также группа в очередной раз посетила Россию, дав концерт 6 марта в Москве, 7 марта в Санкт-Петербурге, 11 марта в Новосибирске и 13 марта в Нижнем Новгороде. После тура было небольшое затишье, но группа утверждала что 5 альбом выйдет в свет в 2015 году.
5 мая вышел тизер 5 альбома под названием V…Coming Soon. 17 мая вышел первый сингл из альбома — «No Way Out», который быстро приобрел популярность среди фанатов металкора. Спустя месяц, 24 июня группа выпустила второй сингл — «You Want a Battle? (Here’s a War)», а 29 июня был выпущен клип на эту композицию, также была объявлена дата выхода альбома — 14 августа 2015 года. 17 июля вышел третий сингл — «Army Of Noise».
8 августа стала доступна основная часть альбома Venom, а 9 августа был выпущен сингл из Deluxe-издания — «Playing God».

## Список композиций
| №                   | Название                                      | Длительность |
| ------------------- | --------------------------------------------- | ------------ |
| 1.                  | «V»                                           | 1:26         |
| 2.                  | «No Way Out»                                  | 3:53         |
| 3.                  | «Army of Noise»                               | 4:18         |
| 4.                  | «Worthless»                                   | 3:18         |
| 5.                  | «You Want a Battle? (Here's a War)»           | 4:14         |
| 6.                  | «Broken»                                      | 3:39         |
| 7.                  | «Venom»                                       | 3:54         |
| 8.                  | «The Harder the Heart (The Harder It Breaks)» | 4:00         |
| 9.                  | «Skin»                                        | 3:59         |
| 10.                 | «Hell or High Water»                          | 4:36         |
| 11.                 | «Pariah»                                      | 3:46         |
| Общая длительность: | Общая длительность:                           | 41:03        |

| №                   | Название                          | Длительность |
| ------------------- | --------------------------------- | ------------ |
| 12.                 | «Playing God»                     | 3:52         |
| 13.                 | «Run for Your Life»               | 4:10         |
| 14.                 | «In Loving Memory (Demo Version)» | 4:02         |
| 15.                 | «Raising Hell»                    | 4:35         |
| Общая длительность: | Общая длительность:               | 57:06        |

| №                   | Название                          | Длительность |
| ------------------- | --------------------------------- | ------------ |
| 16.                 | «Ace of Spades» (Motörhead Cover) | 2:33         |
| 17.                 | «Scream Aim Fire» (Live)          | 5:27         |
| Общая длительность: | Общая длительность:               | 65:06        |

| №                   | Название                         | Длительность |
| ------------------- | -------------------------------- | ------------ |
| 16.                 | «Live Medley - «Riot»»           | 5:10         |
| 17.                 | «4 Words (To Choke Upon)» (Live) | 3:57         |
| 18.                 | «Raising Hell» (Live)            | 4:38         |
| Общая длительность: | Общая длительность:              | 70:51        |

## Участники записи
- Мэттью Так — вокал, ритм-гитара, бас-гитара
- Майкл Пэджет — соло-гитара
- Майкл Томас — ударные
- Джейми Матиас — бас-гитара, бэк-вокал (не принимал участие в записи)
- Джейсон Джеймс — бас-гитара в «Raising Hell», «Ace Of Spades» (кавер-версия песни Motörhead) и треках японского и Best Buy-изданий
- Колин Ричардсон, Карл Браун — продюсирование, сведение.

## Чарты
| Чарт (2015)                            | Позиция |
| -------------------------------------- | ------- |
| Австралия (ARIA)                       | 1       |
| Австрия (Ö3 Austria)                   | 2       |
| Бельгия/Фландрия (Ultratop)            | 25      |
| Бельгия/Валлония (Ultratop)            | 33      |
| Нидерланды (Album Top 100)             | 24      |
| Финляндия (Suomen virallinen lista)    | 4       |
| Германия (Offizielle Top 100)          | 2       |
| Ирландия (IRMA)                        | 26      |
| Япония (Oricon)                        | 9       |
| New Zealand Albums (Recorded Music NZ) | 8       |
| Швеция (Sverigetopplistan)             | 46      |
| Швейцария (Schweizer Hitparade)        | 1       |
| Великобритания (UK Albums Chart)       | 3       |
| США (Billboard 200)                    | 8       |
| США (Billboard Top Hard Rock Albums)   | 1       |